# Paul Henckels
Paul Henckels (Hürth, 9 de setembro de 1885 – Kettwig, 27 de maio de 1967) foi um ator de cinema alemão. Ele atuou em mais de 230 filmes entre 1921 e 1965.

## Filmografia selecionada
- 1923: I.N.R.I.
- 1923: Das Geheimnis von Brinkenhof
- 1924: Dudu, ein Menschenschicksal
- 1926: Das Haus der Lüge
- 1927: Der Kampf des Donald Westhof
- 1959: Hier bin ich – hier bleib ich
- 1959: Immer die Mädchen
- 1960: Sooo nicht, meine Herren
- 1960: Frau Irene Besser
- 1961: Via Mala